# Guild Wars: Nightfall
Guild Wars: Nightfall är ett CORPG (ett mellanting mellan vanliga RPGn och MMORPGn) som släpptes till PC den 27 oktober 2006. Spelet är en fristående expansion till Guild Wars.
Ett Guild Wars: Prophecies eller Guild Wars: Factions är inte nödvändigt för att kunna spela. Dock krävs de för att kunna nå alla saker som finns i de förra spelen.
De sex ursprungliga professions finns med även i detta spel, men Assassin och Ritualist som är unika för Guild Wars: Factions, kan bara skapas i Factions.

## Nyheter
Förutom två nya professions och en ny kampanj introducerade Guild Wars: Nightfall bland annat "heroes". Till skillnad från henchmen (AI-styrda medhjälpare man kan använda i PvE) så har dessa en ankytning till historien och en mer tydlig personlighet. Spelaren kan även bestämma vilka skills de ska använda, vilket gör dem mer mångsidiga än henchmen. Nya låses upp när spelaren tar sig igenom PvE kampanjen.
När Nightfall släpptes lades också "Hero Battles" arenan till. Den har nu ersatts av Codex Arena. (se Guild Wars)

## Speluppbyggnad

### Yrken
Två nya yrken finns tillgängliga. För att läsa mer om vad ett yrke innebär, gå till artikeln Guild Wars.

### Paragon
En Paragon är en spjutkastande krigare som gör sig bäst vid mittlinjen i en strid. Den har vissa krigaregenskaper men fungerar mer som en understödjande karaktär med olika sorters Chants och kommandon för att hjälpa och hela gruppmedlemmar. De har också en jämn attackstyrka. En Paragon kan jämföras med en truppledare som inspirerar sina trupper till storhet genom sin talförmåga.

### Dervish
En Dervish är en eremit som använder jordens och vindens mystiska krafter för att stärka sig själv. En Dervish använder lieliknande vapen som kan träffa 3 fiender i ett slag. Dervishen använder också enchantments (förtrollningar) för att förändra eller förbättra sig själv, och ofta har dessa dessutom en momentan effekt, antingen när de aktiverats eller tar slut. Många attacker och magier påverkas också av hur många enchantments man för tillfället har på sig, eller inte har på sig.

## Primära egenskaper
Även dessa yrken har speciella primary attributes, primära egenskaper, som endast kan fås om man väljer det yrket i första hand.

### Paragon - Leadership
Paragonen får 1 Energi för varje allierad som påverkas av dennes Shouts (rop) eller Chants.
(Max 1 Energi för varje 2 ranker tillbringade i Leadership)

### Dervish - Mysticism
Ger energi och liv när en enchantment slutar verka på en. 